# Ondřej Sosenka
Ondřej Sosenka é um ex-ciclista checo nascido a 9 de dezembro de 1975 em Praga.
Passou a profissional em 2000. Foi um especialista na contrarrelógio e suas mais de dois metros de altura fizeram dele um dos mais altos do pelotão, ademais se defendia bastante bem na montanha. Apesar de seu talento, sempre destacou em formações modestas. Entrou na história do ciclismo mundial batendo o recorde da hora com 49,7 quilómetros numa hora em Moscovo em 2005, o recorde precedente tinha-o Chris Boardman
Em agosto do 2008, o ciclista deu positivo num controle pelo estimulantes metanfetamina nos campeonatos nacionais checos. Provocando sua retirada aos 33 anos.
Também fez ciclismo em pista obtendo o Campeonato da República Checa Perseguição em 2005.

## Palmarés

### Estrada
| - 1998 - 3.º no Campeonato da República Checa em Estrada - Tour de Bohemia - 1999 - Volta a Eslováquia - 2000 - Campeonato da República Checa Contrarrelógio - 1 etapa da Corrida da Paz - Tour de Bohemia, mais 1 etapa - 2001 - 1 etapa da Szlakiem Grodów Piastowskich - Campeonato da República Checa Contrarrelógio - Corrida da Solidariedade e dos Campeões Olímpicos, mais 1 etapa - Tour de Bohemia, mais 3 etapas - Volta à Polónia, mais 1 etapa - Course 4 Asy Fiata Autopoland, mais 1 etapa - 2002 - Corrida da Paz, mais 2 etapas - Campeonato da República Checa Contrarrelógio - 1 etapa da Corrida da Solidariedade e dos Campeões Olímpicos - 3.º no Campeonato da República Checa em Estrada - 1 etapa do Tour de Bohemia - 1 etapa do Volta à Polónia - 1 etapa da Course 4 Asy Fiata Autopoland | - 2003 - 1 etapa da Corrida da Paz - 3.º no Campeonato da República Checa Contrarrelógio - Volta a Eslováquia, mais 2 etapas - 2004 - Campeonato da República Checa em Estrada - Volta à Polónia, mais 1 etapa - 2.º no Campeonato da República Checa Contrarrelógio - 2005 - Campeonato da República Checa Contrarrelógio - 1 etapa do Uniqa Classic - 1 etapa da Volta à Bélgica - 2006 - Campeonato da República Checa Contrarrelógio - Chrono des Nations-Les Herbiers-Vendée - Duo Normando (fazendo par com Radek Blahut) |

### Pista
- 2005
- Campeonato da República Checa Perseguição
- Recorde da hora

## Resultados no Giro de Itália
- 2004 : abandono

## Equipas
- Riso Scotti-MG Boys Maglificio (1998)[2]
- PSK-Unit Expert (2000)
- CCC (2001-2003)
  - CCC-MAT-Ceresit (2001)
  - CCC-Polsat (2002-2003)
- Acqua & Sapone (2004-2006)
  - Acqua & Sapone-Caffè Mokambo (2004)
  - Acqua & Sapone-Adria Mobil (2005)
  - Acqua & Sapone-Caffè Mokambo (2006)
- CK Pribram Bei (2007)[3]
- PSK Whirlpool-Author (2008)